# 天野由加里
天野 由加里（あまの ゆかり、1984年6月23日 - ）は、日本のレースクイーン、モデル、イラストレーター、デザイナーである。愛称は「あまのっち」。
スペースクラフトのミル・ヴィサージュ アジャンスに所属した後、2010年4月からプラチナムプロダクションに所属していた。現在は株式会社hyflierworksに所属している。また、BABYBOO、プリッツ、ONIGIRI+に登録している。
2017年、水の使えるガーデンスタジオをプロデュース（東京都文京区水道2丁目11-9 トリニティ江戸川橋ビル）。

## 人物
- 愛知県岡崎市出身。愛知県立岡崎工業高等学校[4]を経て、デジタルハリウッドお茶の水校・ミュージッククリップ科卒業[4]。PhotoshopとIllustratorを使ったグラフィックデザインや、漫画・似顔絵を描くのが得意。オリジナルオーダーで似顔絵グッズやレースクイーン横断幕の制作も受注している。
- モデルの他に、イラストレーターとしての活動、様々なデコレーション制作を行う。クリエイタータレントとして様々な創作をこなす。
- コスプレ好きが極まり、仕事・プライベートともにコスプレでの活動を展開している。有名レースクイーンを集めての大型コスプレイベントを2度開催している。
- フクロモモンガを2匹飼っている。
- 危険物取扱者丙種、情報処理検定、色彩検定、レタリング技能検定の資格と普通自動車運転免許を有する。

## 主な活動

### レースクイーン
- 2007年 SUGOレースクイーン
- 2008年 SUPER GT・GT500クラス 初代ENEOS GIRL、新日本石油ENEOSのイメージガール
- 2010年 SUPER GT・GT500クラス「ZENT sweeties」サブリーダー

### イメージガール・モデル活動
- アニメ・PSYCHO-PASS サイコパス『PROPLICA ドミネーター』 オフィシャルイメージガール
- 中古車情報誌Goo-NET「Goo+BLOGナビゲーター」初代グランプリ
- ウィルコム総合カタログ2006年/4月5月モデル
- 『R25』タイアップ広告「ひかりONE」駅中広告モデル
- エステティックサロン「PMK」イメージモデル（2007年）
- 雑誌『モトチャンプ』イメージガール・チャンプガール
- Picleeイメージキャラクター
- 杉並会館マツヤサロン・銀座マツヤサロン ウェディングモデル
- Yahoo!検索大賞2014 検索ワード第一位 美少女戦士セーラームーン公式コスプレモデル
- 株式会社K-engine イメージガール
- FAIRY TAIL（フェアリーテイル）ルーシィ・ハートフィリア 公式コスプレモデル[1]

### デコ・アーティスト、イラストレーターとしての活動
- 2009年7月20日 大阪プロレスにてコラボレーションスイーツデコ販売
- 2009年 東京コレクション、神戸コレクションにブース装飾品としてデコを制作
- 2009年 日本デコクリエイター協会・公開オーディション・グランプリ受賞
- 2009年 『月刊EXILE』EXILEイメージデコ、オリジナルデコ掲載
- 2009年 日本デコクリエーター協会認定講師スイーツデコ講座専門講師
- 2009年 大阪プロレスオリジナルTシャツデザイン
- 2010年 『るるぶ群馬』挿絵（尾瀬キャラクターイラスト）
- 2010年8月8日 石田純一、東尾理子の結婚式のウェルカムボードを作成（『森田一義アワー 笑っていいとも!』で放映）
- 2011年 『夏得るるぶ』首都圏版の挿絵（夏祭りイラスト）
- 2011年7月15日放送 BS朝日『スマートラウンジ』に凄腕GIRL・スイーツデコ作家として出演
- 2012年 falo（ファーロ）挿絵担当
- 2012年 iPhoneアプリ「人類滅亡2012マヤの予言は本当だった」表紙・本編イラスト全て
- 2014年 『週刊ポスト』「キャンピングカー特集」イラスト
- 2014年 『ロンドンハーツ』集合イラスト制作（2014年10月22日ロンハー3時間スペシャルにて放映）
- 2012年〜2015年 『島へ。』おさるコラム挿絵担当（毎号）
- 2013年〜2015年 『カーセンサー』クルマ遊び編・挿絵（毎月）
- 2015年〜2017年 あんふぁん がん検診漫画
- 2016年 能楽師 辰巳満次郎「満次郎の会」【続・盛衰無常】にて公式イラストシール制作
- 2016年 TEAM CERUMO「セルモキャラシール」全種類制作（スーパーGTキッズウォークにて配布）
- 2017年 D'station レースクイーンユニットD'STATIONフレッシュエンジェルズ公式キャラクター
- 2017年 TEAM CERUMO「セルモキャラシール」全種類制作（スーパーGTキッズウォークにて配布）

## 出演

### プロモーションビデオ
- Mr.Children「Any」 - カップル 役
- DJ HASEBE Presents「DJ.TAKA」 - 恋人 役
- OZROSAURUS「0%」

### テレビドラマ
★印はエキストラ出演
- バンビ〜ノ!（日本テレビ） - ホール 役
- 銭華（日本テレビ） - キャバ嬢 役
- のだめカンタービレ（フジテレビ） - キャバ嬢 役
- ★孤独の賭け〜愛しき人よ〜（TBS） - 観客 役
- 嫌われ松子の一生（TBS） - キャバ嬢 役
- セクシーボイスアンドロボ（日本テレビ） - キャンギャル 役
- 轟轟戦隊ボウケンジャー（テレビ朝日） - Missサージェスのチカ 役
- 仮面ライダーカブト（テレビ朝日） - ワーム（変身前） 役

### テレビ番組
- 世界一奇妙なクイズ（テレビ朝日）
- モデルが選ぶ温泉宿ベスト12
- どうぶつ奇想天外!（TBS）
- 欽ちゃん＆香取慎吾の第82回全日本仮装大賞（日本テレビ、2009年5月5日）
- スマートラウンジ（BS朝日、2011年7月15日） - 凄腕GIRL・スイーツデコ作家として出演

### CM・広告
- GOD HAND（2006年、カプコン）
- 缶コーヒーBOSS・贅沢無糖（サントリーフーズ）
- キュティナ（エスエス製薬）
- 美顔器通販CM（ヤーマン）
- Goo-Lady（2006年）
- エステサロン「PMK」「eエステ」イメージモデル

### 雑誌・書籍モデル
- CAPA GakkenCamera Mook デジタル一眼レフ（学習研究社、著者：馬場信幸）
- TOKYO★1週間（講談社） - イメージカット「GW特集」「富士急」「ドラッグストア」「食べ放題」
- TOKYO★1週間 増刊号 CINEMA&TV 1週間（講談社） - 「なりきり！ジャックスパロウ！」
- CAPA 2006年8月号（学習研究社）
- DIME（2008年、小学館） - 表紙
- Tokyo Walker（角川マガジンズ） - 「ヘリコプターでイルミネーションを見下ろす」
- 健康（主婦の友社） - 「自宅で出来るヘッドスパ」「カシスでくまをとろう！」
- GALS PARADISE（三栄書房） - 「2008トップレースクイーン編」
- saita（セブン&アイ出版） - ネイルモデル
- R25（リクルート） - 「夏のボーナス編」
- カーセンサー 2008 vol.07（リクルートマーケティングパートナーズ） - 「レースクイーン図鑑」
- モトチャンプ 2009年3月号（三栄書房）
- 特選外車情報エフロード 2009年7月号（マガジンボックス） - 「クルマと女神様」
- 【IMAGINE】vol.11 Summer 2009 - ナビゲーターモデル
- PIXTA：写真で稼ごう 〜ストックフォトサービス〜
- ひざの激痛・肩のこり・腰の痛みは自分で治せる 寝ながらすわりながら簡単にできる！（主婦の友社、著者：石井博明） - メインモデル
- falo
- るるぶ（JTBパブリッシング）
- 歴史魂「伊達政宗」鎧モデル・伊達コレクション

### 展示会
- 2005年：東京モーターショー（Panasonic）
- 2006年：東京オートサロン（Rick Hoyler）
- 2008年：東京オートサロン・大阪オートメッセ（SUBARUフォトジェニック）
- 2009年：Photo Imaging Expo 2009（キヤノンフォトジェニック）
- 2009年：東京モーターショー（SUZUKI）
- 2011年：東京ゲームショウ SEGAステージ『ニード・フォー・スピード ザ・ラン』 - NFSガール
- 2013年：東京オートサロン・大阪オートメッセ・福岡カスタムカーショー・ナゴヤオートトレンド（FLEX GIRL）
- 2013年：東京ゲームショウ スクウェア・エニックスブース『ファイナルファンタジーXIV: 新生エオルゼア』 - Final Fantasy XIV モデル
- 2013年：アニメイトガールズフェスティバル2013 バンプレストブース『マギ』 - アリババ・サルージャ 役
- 2014年：AnimeJapan 2014 電通テックブース『FAIRY TAIL』 - ルーシィ・ハートフィリア 役
- 2014年：キャラホビ2014 C3×HOBBY『PSYCHO-PASS サイコパス』 - PROPLICA ドミネーター 常森朱オフィシャルイメージガールとして出演
- 2014年：東京ゲームショウ DeNAブース『マブラヴ オルタネイティヴ トータル・イクリプス』 - 篁唯依 役、クリスカ・ビャーチェノワ 役（2キャラクター担当出演）
- 2014年：PSYCHO-FES サイコフェス『PSYCHO-PASS』 - PROPLICA ドミネーター 常森朱オフィシャルイメージガールとして出演
- 2014年：魂ネイション『PSYCHO-PASS』 - PROPLICA ドミネーター 常森朱オフィシャルイメージガールとして出演
- 2015年：東京オートサロン Belladonna Car Works
- 2015年：ワンダーフェスティバル ホビージャパンブース『ソード＆ウィザーズ』 - フェリシア 役
- 2015年：AnimeJapan 2015 電通テックブース『FAIRY TAIL』 - ルーシィ・ハートフィリア 役[1]
- 2015年：ニコニコ超会議3・超キャラメイクサロン『TERA』 - エリーン 役
- 2015年：『黒い砂漠』朱き都と東方の風 - レンジャー 役
- 2015年：マガジン学園『FAIRY TAIL』 - ルーシィ・ハートフィリア役
- 2015年：東京ゲームショウ GREE『追憶の青』 - アイシャ 役
- 2016年：Lobi感謝祭2016『三国天武・三国×本格戦略バトル』 - 呂婉麗 役
- 2016年：マガジン学園『FAIRY TAIL』 - ルーシィ・ハートフィリア 役
- 2016年：『追憶の青』リリース直前発表会（ニコファーレ） - アイシャ 役

### その他
- 『WOOFIN'』の「リョーザがゆく」対談
- 2012年7月7日・"Crystal Tokyo2012" レースクイーン・モデルのコスプレイベントのオーガナイズ（新宿テアトロン）
- 2013年7月7日・"Crystal Tokyo2013" レースクイーン・モデルのコスプレイベントのオーガナイズ（浅草花やしき ※貸し切り）
- 2014年5月16日公開〜現在[いつ?] YouTube新番組『ヒデはフルスロットル!?』AKB48 田名部生来 コスプレスタイリスト
- 2016年1月〜2月・ラジオパーソナリティ・レインボータウンFM 79.2MHz＜番組名＞Fan×Fun Tuesday [Queen de Night]
- 2016年3月5日・工場夜景クルージング撮影会をプロデュース。出演者は天野由加里、小越しほみ。
- 2016年3月26日・水やスモーク、潜水に特化した特殊撮影会をプロデュース。出演者は天野由加里、日野礼香。
- 2017年2月18日・水やスモーク、潜水に特化した特殊撮影会をプロデュース。出演者は天野由加里、小越しほみ。
- 2017年3月11日・鬼押出し園 雪景色バスツアー撮影会を企画。出演者は天野由加里、日野礼香。
- 2014年〜2017年・株式会社エランド・ハロウィン女子演出
- 2017年・スタジオガーデンクォーツ-Studio Garden Quartz- 江戸川橋に撮影スタジオをプロデュース